# Калабин, Дмитрий Федотович

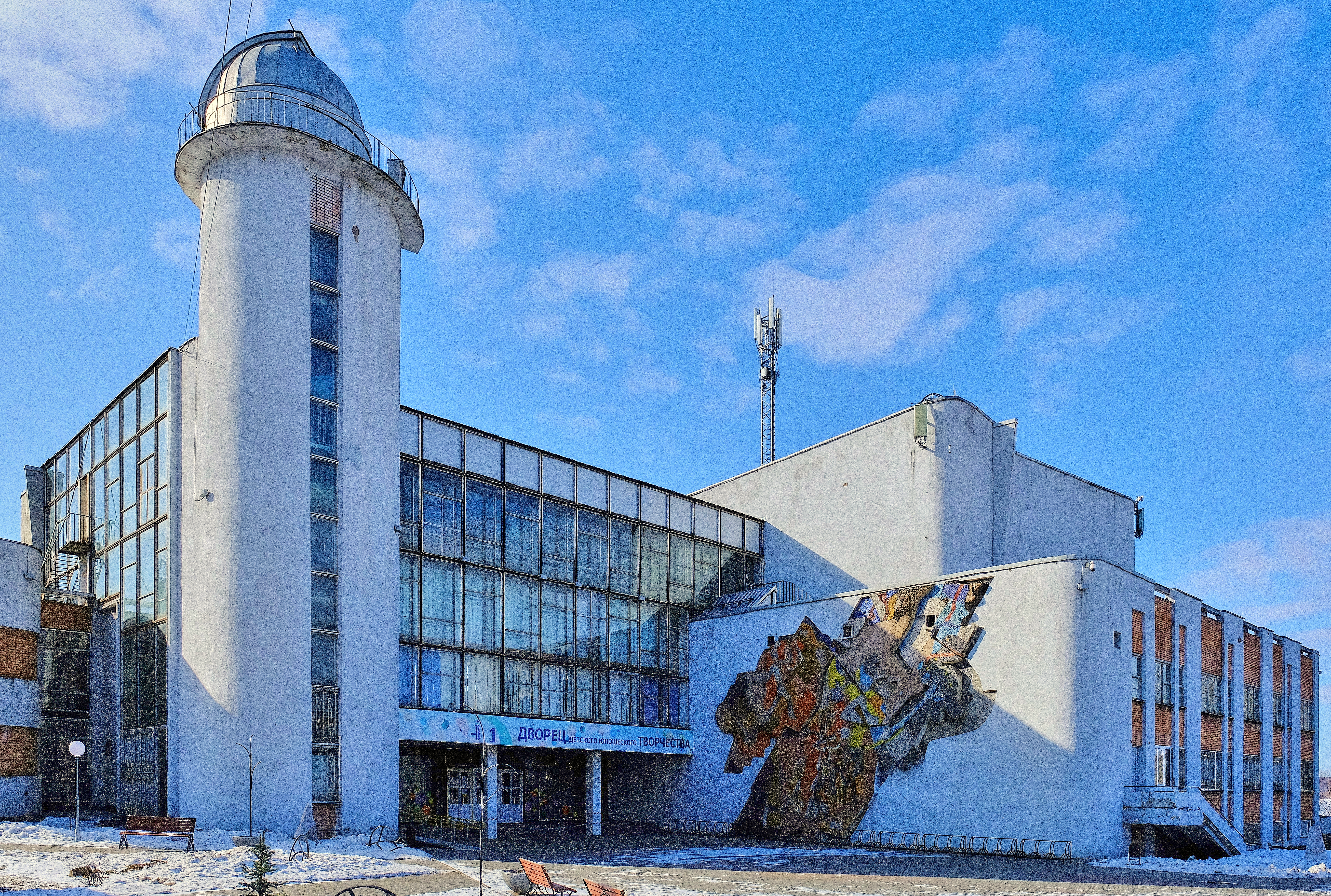
Дом пионеров в Ижевске

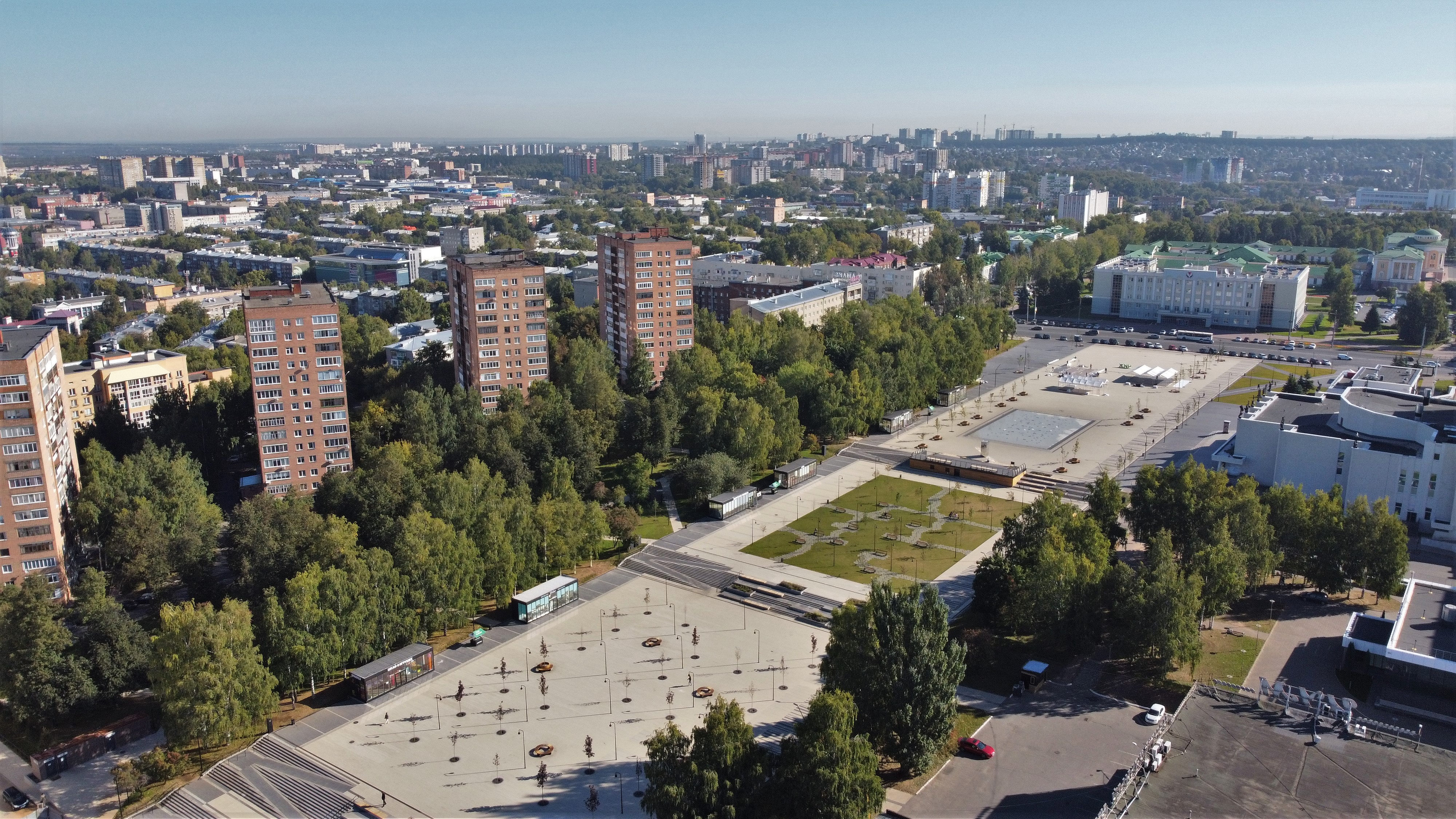
Эспланада Ижевска

Дми́трий Федо́тович Кала́бин (15 июня 1924, Шадрёнки, Уральская область — 22 января 1998, Ижевск) — советский и российский архитектор, внёсший существенный вклад в развитие Ижевска и других городов Удмуртии. В 1985 году за проектирование застройки эспланады Ижевска в составе группы архитекторов награждён Государственной премией УАССР.

## Биография
Родился 15 июня 1924 года в деревне Шадрёнки.
В 1958 году окончил Уральский политехнический институт. В 1958—1989 годах работал архитектором в институте «Удмуртгражданпроект». С 1973 года являлся членом Союза архитекторов СССР.
Среди основных работ Калабина в Ижевске выделяют здание детской музыкальной школы по улице Пастухова, 11а (1985, ныне Детская школа искусств № 2 имени П. И. Чайковского), здание «Удмуртмелиоводстроя» на Воткинском шоссе, 140 (1981, ныне институт «Удмуртгипроводхоз»), Дворец пионеров с прилегающей территорией (совместно с Г. С. Пономарёвым, 1980); проекты застроек жилых микрорайонов «Буммаш» (1960—1970-е годы) и «Малиновая гора» (1970—1980-е годы). Также авторству Калабина принадлежат проекты ряда микрорайонов в Сарапуле, генеральные планы Игры, Балезино и Увы (совместно с Б. С. Чичкиным).
В 1985 году за проектирование застройки эспланады Ижевска в составе группы архитекторов Д. Ф. Калабин был награждён Государственной премией УАССР.
Участник Великой Отечественной войны. Награждён орденом Славы III степени и орденом Отечественной войны I степени. В 1977 году внесён в Почётную книгу трудовой славы и героизма УАССР.
Скончался 22 января 1998 года в Ижевске.